# Четверта лінія (Пусанський метрополітен)
Четверта лінія (Пусанський метрополітен) (кор. 부산 도시철도 4호선) — одна з ліній метрополітену в південнокорейському місті Пусан. На мапах позначається блакитним кольором.

## Історія
При проектуванні передбачалося що лінія стане новою ділянкою Третьої лінії, але пізніше вирішили виділити її в окрему Четверту лінію. Будівництво розпочалося у 2003 році. Спочатку передбачалося що лінія буде відкрита вже через п'ять років, але через знайдені під час будівництва археологічні пам'ятки лінія була відкрита на три роки пізніше.

## Лінія
Лінія в повному складі була відкрита 30 березня 2011 року, та стала першою в країні автоматизованою лінією метро з шинним ходом. Рухомий склад складається зі 102 вагонів, лінію обслуговують 17 шестивагонних потяга що живляться від третьої рейки. Подорож між кінцевими станціями займає приблизно 24 хвилини. Всі станції на лінії побудовані закритого типу, зі скляними дверима що відділяють платформу від потяга.

## Станції
Станції від центру на північний схід.
| Четверта лінія |                                     |                  |                              |                      |             |                                   |                 |
| № станції      | Назва українською                   | Назва корейською | Назва англійською            | Розташування         | Пересадка   | Тип                               | Дата відктиття  |
| 401            | «Мінам»                             | 미남             | «Minam»                      | Район Донне, Пусан   | Третя лінія | Підземна з острівною платформою   | 30 березня 2011 |
| 402            | «Донне»                             | 동래             | «Dongnae»                    | Район Донне, Пусан   | Перша лінія | Підземна з береговими платформами | 30 березня 2011 |
| 403            | «Суан»                              | 수안             | «Suan»                       | Район Донне, Пусан   |             | Підземна з береговими платформами | 30 березня 2011 |
| 404            | «Накмін»                            | 낙민             | «Nangmin»                    | Район Донне, Пусан   |             | Підземна з острівною платформою   | 30 березня 2011 |
| 405            | «Чхуньольса»                        | 충렬사           | «Chungnyeolsa»               | Район Донне, Пусан   |             | Підземна з береговими платформами | 30 березня 2011 |
| 406            | «Мьонгчжан»                         | 명장             | Myeongjang                   | Район Донне, Пусан   |             | Підземна з береговими платформами | 30 березня 2011 |
| 407            | «Со-Донг»                           | 서동             | «Seo-dong»                   | Район Кимчон, Пусан  |             | Підземна з береговими платформами | 30 березня 2011 |
| 408            | «Кимса»                             | 금사             | Geumsa                       | Район Кимчон, Пусан  |             | Підземна з острівною платформою   | 30 березня 2011 |
| 409            | «Сільськогосподарський ринок Баньо» | 반여농산물시장   | «Banyeo Agricultural Market» | Район Хьоунде, Пусан |             | Наземна з береговими платформами  | 30 березня 2011 |
| 410            | «Сокде»                             | 석대             | «Seokdae»                    | Район Хьоунде, Пусан |             | Естакадна з острівною платформою  | 30 березня 2011 |
| 411            | «Йонсанський університет»           | 영산대           | Youngsan University          | Район Хьоунде, Пусан |             | Естакадна з острівною платформою  | 30 березня 2011 |
| 412            | «Коледж Донг-Пусан»                 | 동부산대학       | «Dong-Pusan College»         | Район Хьоунде, Пусан |             | Естакадна з острівною платформою  | 30 березня 2011 |
| 413            | «Гочхон»                            | 고촌             | «Gochon»                     | Повіт Кимчжан        |             | Естакадна з острівною платформою  | 30 березня 2011 |
| 414            | «Анпхьон»                           | 안평             | «Anpyeong»                   | Повіт Кимчжан        |             | Естакадна з острівною платформою  | 30 березня 2011 |

## Галерея

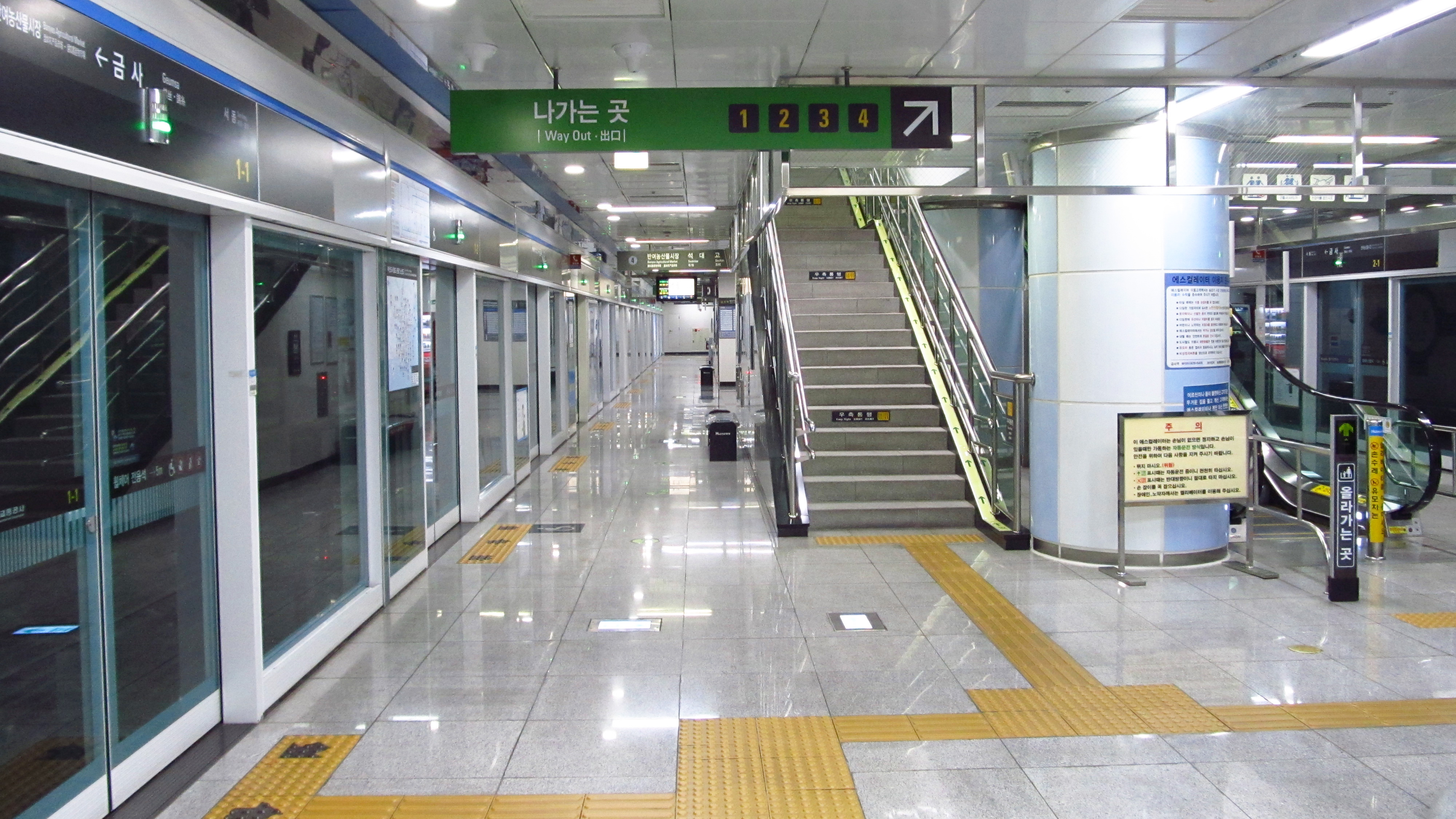
Платформа станції «Кимса»
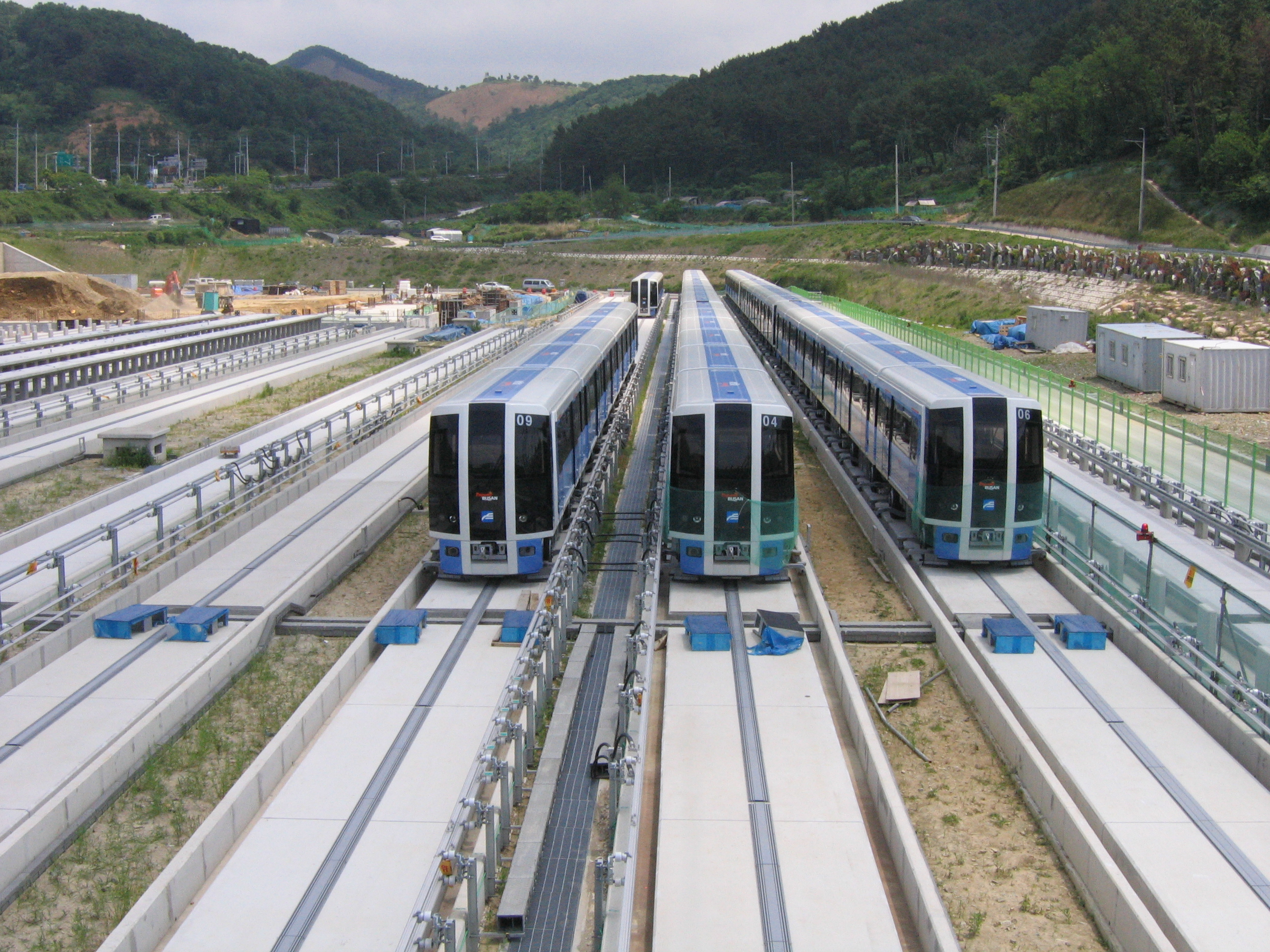
Потяги з шинним ходом у депо «Анпхьон»
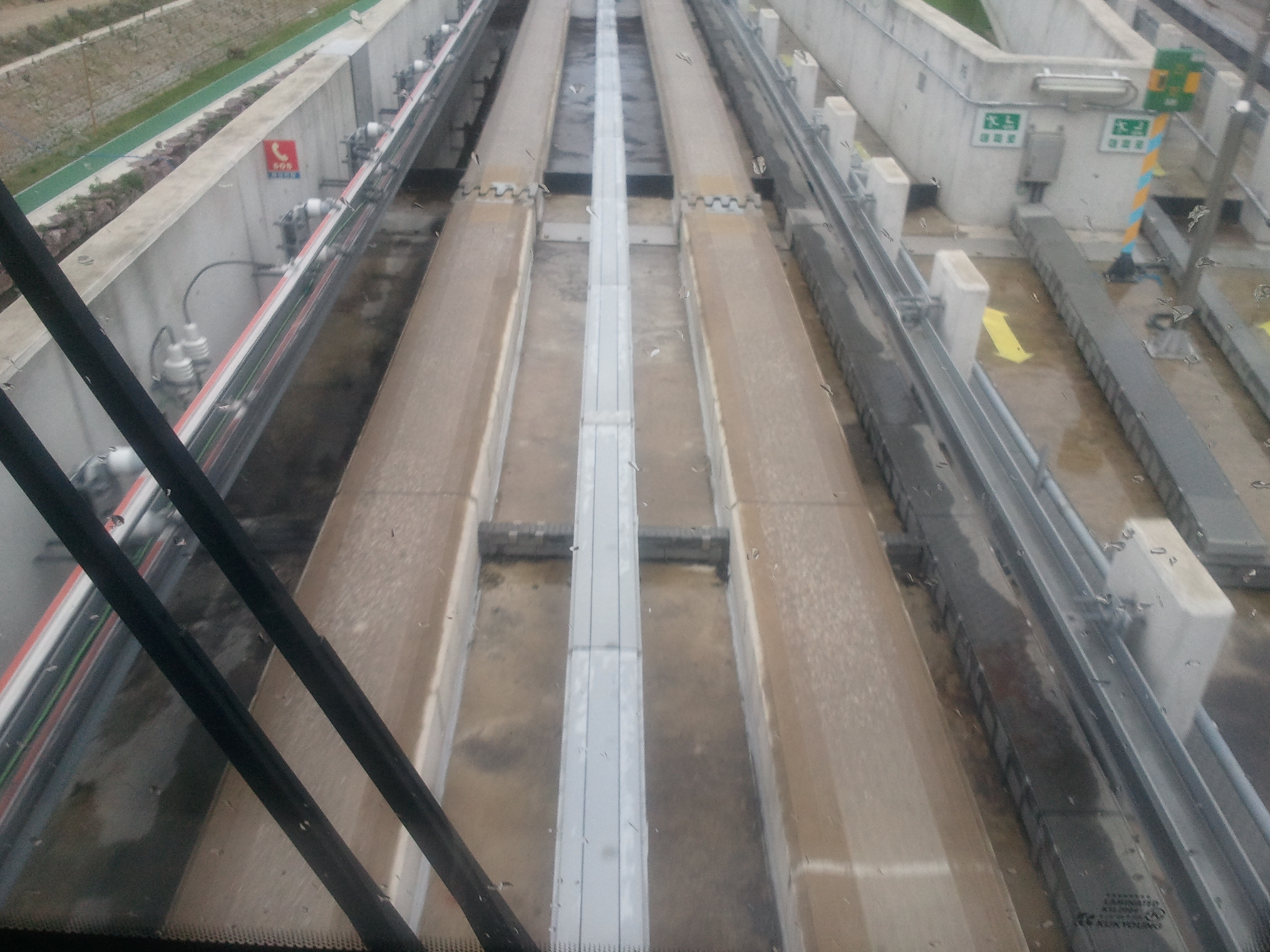
Колія для потягів з шинним ходом
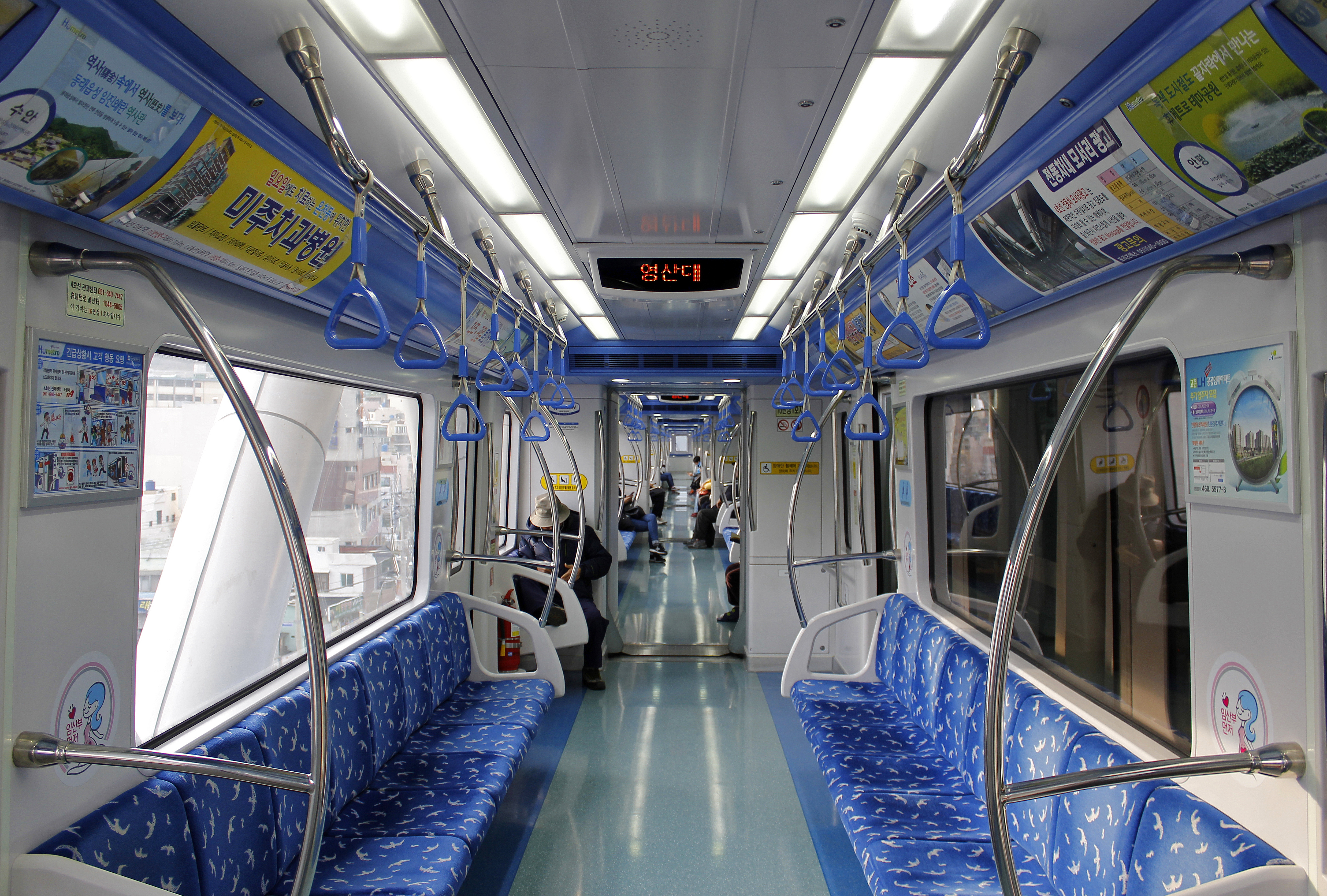
Всередині вагону